# Badie Aouk
Badie Aouk (en arabe : بديع أووك), né le 29 mars 1995 à Agadir (Maroc) est un footballeur marocain évoluant dans le club du 'Union Touarga Il joue au poste d'attaquant.

## Biographie

### En club
Il participe à la Ligue des champions d'Afrique avec le club du Wydad Casablanca. En 2019, il atteint la finale de cette compétition, en étant battu par l'Espérance sportive de Tunis. Badie Aouk se fait remarquer en inscrivant un but en demi-finale face au club sud-africain des Mamelodi Sundowns.
Le 30 mai 2022, il entre en jeu à la 90ème minute en remplaçant Ayman El Hassouni contre l'Al-Ahly SC en finale de la Ligue des champions de la CAF et remporte la compétition grâce à une victoire de 2-0 au Stade Mohammed-V,,,. Le 10 septembre 2022, il est titularisé sous son nouvel entraîneur Houcine Ammouta à l'occasion de la finale de la Supercoupe de la CAF face à la RS Berkane. Le match se solde sur une défaite de 0-2 au Stade Mohammed-V.

### Carrière en sélection
Le 28 août 2014, il est sélectionné par Abdellah El Idrissi pour un stage d'entraînement avec l'équipe du Maroc -20 ans au Centre sportif de Maâmora à Salé, comptant pour les préparations au tournoi international du Qatar, à laquelle il prend part,.

## Palmarès
Wydad Casablanca
- Championnat du Maroc (2) :
  - Champion : 2018-19.
  - Champion : 2020-21.
  - Vice-champion : 2019-20.

- Ligue des champions de la CAF (1)
  - Champion : 2022
  - Finaliste : 2019.
  - Finaliste : 2023